# Stora Galtsjön
Stora Galtsjön är en sjö i Ronneby kommun i Blekinge och ingår i Bräkneån-Mieåns kustområde. Sjön är 7,4 meter djup, har en yta på 0,209 kvadratkilometer och befinner sig 113,9 meter över havet. Sjön avvattnas av vattendraget Klockarebäcken (Tattån).

## Delavrinningsområde
Stora Galtsjön ingår i det delavrinningsområde (624914-144795) som SMHI kallar för Ovan 624560-144975. Medelhöjden är 109 meter över havet och ytan är 17,25 kvadratkilometer. Det finns inga avrinningsområden uppströms utan avrinningsområdet är högsta punkten. Klockarebäcken (Tattån) som avvattnar avrinningsområdet har biflödesordning 2, vilket innebär att vattnet flödar genom totalt 2 vattendrag innan det når havet efter 23 kilometer. Avrinningsområdet består mestadels av skog (89 %). Avrinningsområdet har 0,69 kvadratkilometer vattenytor vilket ger det en sjöprocent på 4 %.